# Burchard Heinrich von Wichmann
Burchard Heinrich von Wichmann (* 24. August 1786 in Riga; † 19. Juli 1822 in Sankt Petersburg) war ein livländischer Schriftsteller.

## Leben
Burchard Heinrich von Wichmann studierte von 1804 bis 1806 an der Universität Jena und 1806 an der Universität Heidelberg Medizin. Anschließend studierte er an der Universität Heidelberg und ab 1808 an der Universität Göttingen Diplomatie. 1809 setzte er sein Studium der Diplomatie an der Kaiserlichen Universität Dorpat fort, wo er auch an der philosophischen Fakultät eingeschrieben war. In Jena wurde er Mitglied der Esto-Livonia und 1806 in Heidelberg des Corps Livonia. Nach Abschluss des Studiums trat von Wichmann in den Dienst des russischen Zaren ein und wurde zunächst Lehrer für Geschichte und Statistik beim Pagenkorps in Sankt Petersburg. Noch im gleichen Jahr wurde er zum Erzieher bei Herzog Alexander von Württemberg ernannt. In den Jahren 1814 und 1815 fungierte er als Sekretär und Bibliothekar von Nikolai Petrowitsch Rumjanzew. Von 1817 bis 1818 hatte von Wichmann die Ämter des kurländischen Gouvernementsschuldendirektors und des Direktors des Gymnasiums illustre in Mitau inne. Nachdem er die Söhne von Herzog Alexander nach Deutschland begleitet hatte, lebte er einige Zeit in Riga, um dann nach Sankt Petersburg zurückzukehren, wo er seit 1820 im Department der Geistlichen Angelegenheiten angestellt war und ihm der Rang eines Kollegienrates verliehen wurde. Von Wichmann betätigte sich als Büchersammler. Als Schriftsteller verfasste er neben statistischen Abhandlungen insbesondere Werke zur Geschichte Russlands.

## Schriften
- Darstellung der russischen Monarchie nach ihren wichtigsten, statistisch-politischen Beziehungen – zum Gebrauch akademischer Vorlesungen, 1813
- Anhang zu der Darstellung der Russischen Monarchie nach ihren wichtigsten statistisch-politischen Beziehungen, 1813
- Neuester Zolltarif für alle See- und Landzölle des Russischen Reichs, 1817
- Urkunde über die Wahl Michael Romanow's zum Czar des russischen Reichs im Jahre 1613, ein Beitrag zur Geschichte des russischen Staatsrechts, 1819
- Allgemeiner Zoll-Tarif für den europäischen Handel aller See- und Landzollämter des russischen Reichs und des Königreichs Polen, 1820
- Sammlung bisher noch ungedruckter kleiner Schriften zur ältern Geschichte und Kenntnis des russischen Reichs, 1. Band, 1820
- Chronologische Übersicht der russischen Geschichte von der Geburt Peters des Großen bis auf die neuesten Zeiten, Band 1, 1. Teil (1672–1727), 1821
- Chronologische Übersicht der russischen Geschichte von der Geburt Peters des Großen bis auf die neuesten Zeiten, Band 1, 2. Teil (1727–1762), 1821
- Chronologische Übersicht der russischen Geschichte von der Geburt Peters des Großen bis auf die neuesten Zeiten, Band 2, 1. Teil (1762–1801), 1825 (posthum erschienen, nach dessen Tod fortgesetzt und vollendet von H. F. Eisenbach)
- Chronologische Übersicht der russischen Geschichte von der Geburt Peters des Großen bis auf die neuesten Zeiten, Band 2, 2. Teil (1801–1825), 1825 (posthum erschienen, nach dessen Tod fortgesetzt und vollendet von H. F. Eisenbach)